# 苏萨镇
苏萨镇（義大利語：Borgone Susa），是意大利皮埃蒙特大区都靈廣域市的一个市镇。人口2372(2010年12月31日)。